# Ludwigia torulosa
Ludwigia torulosa är en dunörtsväxtart som först beskrevs av George Arnott Walker Arnott, och fick sitt nu gällande namn av Kanesuke Hara. Ludwigia torulosa ingår i släktet ludwigior, och familjen dunörtsväxter. Inga underarter finns listade i Catalogue of Life.